# Sergio D'Asnasch
Sergio D'Asnasch (La Spezia, 5 agosto 1934) è un velocista e giornalista italiano.

## Biografia
Vinse la medaglia d'oro (con Giovanni Ghiselli, Luigi Gnocchi e Wolfango Montanari) ai II Giochi del Mediterraneo nel 1955 a Barcellona nella staffetta 4x100 metri. Ha partecipato ai XVI Giochi olimpici di Melbourne nella specialità dei 200 metri piani, dove è stato eliminato ai quarti di finale. Ha gareggiato nell'Atletica Riccardi, con 12 partecipazioni alla nazionale italiana dal 1953 al 1958.
Abbandonata l'attività agonistica, si sposò con la nuotatrice e futura regista televisiva Luciana Veschi, e intraprese la professione di giornalista, soprattutto per l'ANSA.

## Piazzamenti
| Anno | Competizione            | Luogo               | Posizione     | Evento                | Tempo |
| ---- | ----------------------- | ------------------- | ------------- | --------------------- | ----- |
| 1955 | Giochi del Mediterraneo | Spagna Barcellona   | 1°            | Staffetta 4x100 metri | 41.0  |
| 1956 | Giochi olimpici         | Australia Melbourne | Quarti finale | 200 metri             | 22.82 |

## Campionati nazionali
1955
- Argento ai campionati italiani assoluti, 200 m piani - 21"7
- Argento ai campionati italiani assoluti, 100 m piani - 10"8